# Lofttjärnen, Lappland
Lofttjärnen är en sjö i Vilhelmina kommun i Lappland och ingår i Ångermanälvens huvudavrinningsområde. Sjön har en area på 0,0153 kvadratkilometer och ligger 635,4 meter över havet. Lofttjärnen ligger i Njakafjäll Natura 2000-område. Vid provfiske har öring fångats i sjön.